# Eleccions legislatives sueques de 1928

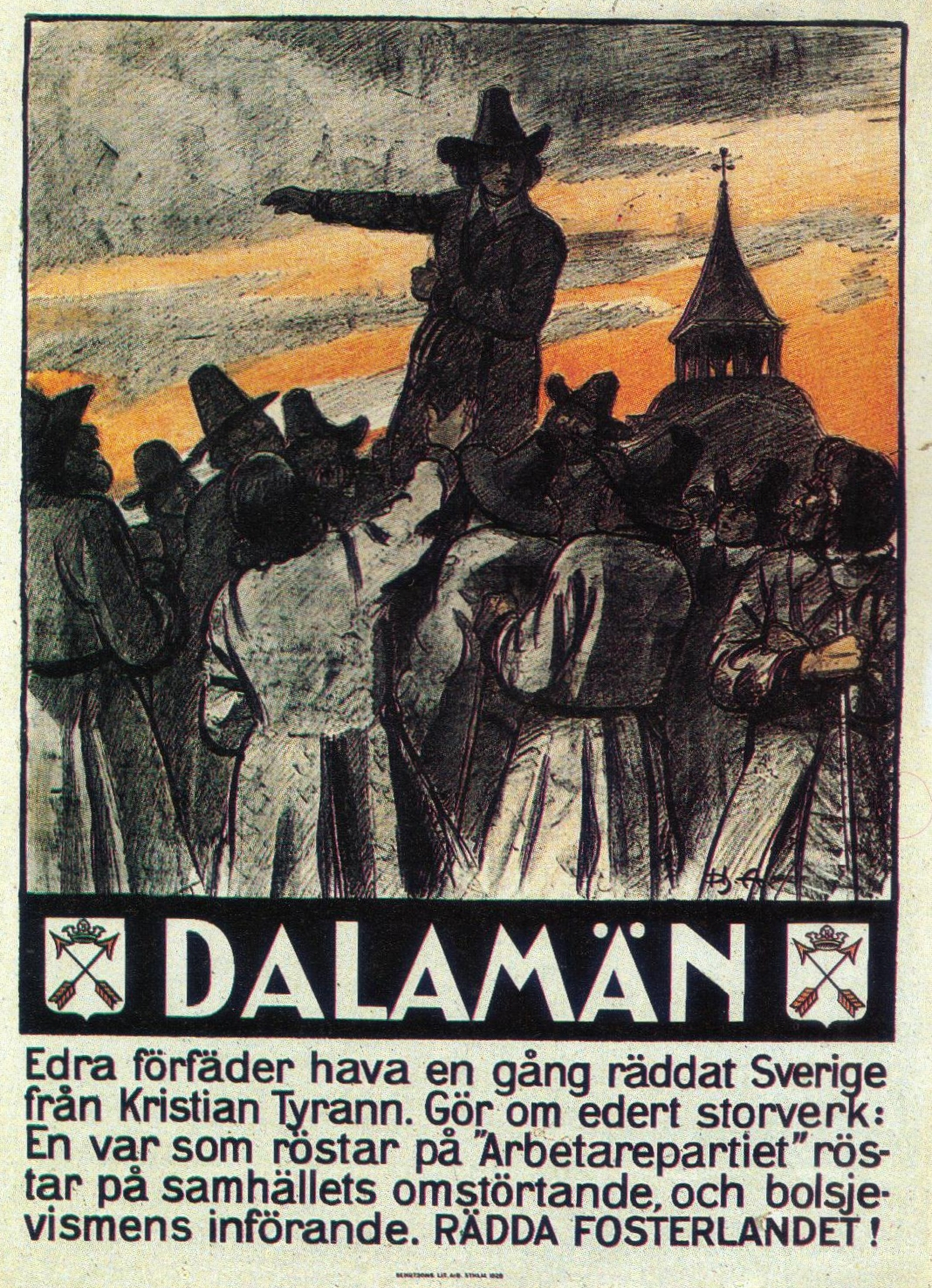
Cartell electoral de les Eleccions sueques de 1928

Les eleccions legislatives sueques del 1928 es van celebrar el 15 de setembre de 1928. Els més votats foren els socialdemòcrates, però es formà un govern conservador dirigit per Arvid Lindman, qui fou nomenat primer ministre de Suècia.

## Resultats
|                         |                                             |           |        |          |     |  |  |  |
| Partits                 | Partits                                     | Vots      | %      | Escons   | +/− |  |  |  |
|                         | Partit Socialdemòcrata (S)                  | 873,931   | 37.05  | 90 / 230 | 14  |  |  |  |
|                         | Lliga Electoral General (AV)                | 692,434   | 29.36  | 73 / 230 | 8   |  |  |  |
|                         | Associació Nacional de Lliurepensadors (FL) | 303,995   | 12.89  | 28 / 230 | 1   |  |  |  |
|                         | Lliga de Pagesos (B)                        | 263,501   | 11.17  | 27 / 230 | 4   |  |  |  |
|                         | Partit Comunista (KP)                       | 151,567   | 6.43   | 8 / 230  | 4   |  |  |  |
|                         | Partit Liberal (S)                          | 70,820    | 3.00   | 4 / 230  | =   |  |  |  |
|                         | Altres partits                              | 2,563     | 0.11   | 0 / 230  | =   |  |  |  |
|                         |                                             |           |        |          |     |  |  |  |
| Vots vàlids             | Vots vàlids                                 | 2,358,811 | 99.81  |          |     |  |  |  |
| Vots blancs i invàlids  | Vots blancs i invàlids                      | 4,490     | 0.19   |          |     |  |  |  |
| Total                   | Total                                       | 2,363,301 | 100.00 | 230      | =   |  |  |  |
| Inscrits / participació | Inscrits / participació                     | 3,505,672 | 67.41  |          |     |  |  |  |